# ФК Мезекевешд ШЕ
ФК Мезекевешд ШЕ (мађ. Mezőkövesdi SE), је мађарски фудбалски клуб из Мезекевешда. Клуб је основан 1975. године а боје клуба су 
жута и плава. 

## Успеси клуба
- НБ 2:
  - Победник (1): 2012/13
  - Друга позиција (1): 2015/16
- Куп Мађарске у фудбалу:
  - Финалиста (1): 2019/20